# Anna Marie Hahn
Anna Marie Hahn (7. juli 1906 i Bayern, Tyskland – 7. december 1938 i Ohio, USA), også kendt som Arsenic Anna (arsenik-Anna), var den første kvinde som døde i den elektriske stol i Ohio og den første amerikanske kvindelige seriemorder, som blev dømt til at dø i stolen. Hun blev henrettet for mordet på den 73 år gamle Jacob Wagner fra Cincinnati i 1937. Hahn var indvandrer fra Bayern og var mistænkt for talrige giftmord.

## Tidlige liv
Som teenager fødte Hahn en uægte søn (faderen var sandsynlig en wiensk læge) og hendes familie sendte hende til USA i 1929. Hun giftede sig med Philip Hahn fra Cincinnati et år senere.

## Mordene
Hahn begyndte at forgifte og bestjæle ældre mænd og kvinder i byens tyske samfund for at betale sine spillevaner. Enest Kohler, som døde den 6. maj 1933, anses for hendes første offer. Hahn havde kort før hans død vist ham velvilje, og han havde testamenteret hende sit hus.
Hendes næste offer var den 72 år gamle Albert Palmer, som også døde kort tid efter hun var begyndt at tage sig af ham. Før Parker døde, havde hun lånt 1000 dollars og hun havde underskrevet en veksel, men efter hans død forsvandt den.
Jacob Wagner døde den 3. juni 1937. Han efterlod 17.000 dollars til sin ”elskede niece” Hahn. Hun begyndte snart at tage sig af en 67 år gammel George Gsellman fra Cincinnati, og før hans død den 6. juli 1937 modtog hun 15.000 dollars for sin tjeneste.
Skomagerne Georg Obendoerfer døde den 1. august 1937, efter at han var rejst med Hahn og hendes 12 år gamle søn til Colorado Springs. Politiet i Colorado sagde, at Obendoerfer ”døde pinefuldt efter at fru Hahn havde bøjet sig ind over hans dødsleje spørgende hans navn. Hun erklærede, at hun ikke kendte manden”. Hendes søn bevidnede ved retssagen, at han, hans mor og Obendoerfer var rejst til Colorado med tog fra Cincinnati sammen, og at Obendoerfer begyndte at blive syg på rejsen.
George Heis var en af de få som overlevede Hahns tjenester. Han havde smidt hende ud af sit hjem. Men da var han delvist lammet efter Hahns tidligere mordforsøg.
Efter Obendoerfers død afslørede en obduktion store mængder af arsenik i hans krop. Politiet blev mistænksomme om den stime af dødsfald og gravede to af hendes tidligere klienter op. Det afslørede, at de var forgiftet. 
Hahn blev  efter en fire uger lang retssag dømt i november 1937 til døden i Ohios elektriske stol, og henrettelsen fandt sted den 7. december 1938.